# Yolombó (kommun)
Yolombó är en kommun i Colombia.   Den ligger i departementet Antioquía, i den centrala delen av landet, 250 km norr om huvudstaden Bogotá. Antalet invånare är 20 025. Arean är 941 kvadratkilometer.
Terrängen i Yolombó är kuperad åt nordost, men åt sydväst är den bergig.